# Eremippus beybienkoi
Eremippus beybienkoi är en insektsart som beskrevs av Leo L. Mishchenko 1951. Eremippus beybienkoi ingår i släktet Eremippus och familjen gräshoppor. Inga underarter finns listade i Catalogue of Life.